# Rilana Nitsch
Rilana Nitsch (* 13. Februar 1986 in Dachau) ist eine deutsche Schauspielerin, Synchron- und Voiceover-Sprecherin.

## Leben
Von Januar bis Dezember 2013 besuchte Nitsch das Lee Strasberg Theatre & Film Institute in New York. Von 2013 bis 2016 absolvierte sie Coachings bei DAS Coaching Netzwerk. Ab 2014 besuchte Nitsch die Schauspielschule Zerboni und erlangte dort 2017 ihren Abschluss. Ebenfalls 2017 besuchte sie in München einen Kurs in Camera Acting. 2018 absolvierte sie bei Yellow Dubmarine eine Weiterbildung zur Synchronschauspielerin.
Seit 2014 war Nitsch in Filmen wie Dieses bescheuerte Herz und Fernsehserien wie Die Rosenheim-Cops und Sturm der Liebe zu sehen. Zudem wirkte sie in zahlreichen Theaterstücken mit. Als Synchronsprecherin war Nitsch unter anderem in den Fernsehserien Mord im Mittsommer und Law & Order: Special Victims Unit zu hören.

## Preise
2014 gewann Nitsch den MAX-Preis für ihre Rolle in dem Theaterstück Lantana.

## Filmografie (Auswahl)
- 2014: Win Win (Kurzfilm)
- 2015: Hubert und Staller (Fernsehserie, Folge Tödliches Klassentreffen)
- 2016: Die Chefin (Fernsehserie, Folge Verräter)
- 2016: Die Rosenheim-Cops (Fernsehserie, Folge Mord mit Verspätung)
- 2016: Tatsache Mord? – Auf der Spur des Verbrechens
- 2016: Um Himmels Willen (Fernsehserie)
- 2017: Dieses bescheuerte Herz (Kinofilm)
- 2017: Wach auf! (Kurzfilm)
- 2018: Dein Ernst – Lena (Musikvideo)
- 2019: Dahoam is Dahoam (Fernsehserie)
- 2019: Sturm der Liebe (Fernsehserie)
- 2020: Jack & June (Kurzfilm)
- 2020: Erster Tag
- 2022: WaPo Bodensee (Fernsehserie, Folge Gnadensee)
- 2023: Tatort: Die Nacht der Kommissare
- seit 2024: Die Spreewaldklinik (Fernsehserie)

## Theater
- 2014: DAS - Zerboni Theater, Die wundersame Schustersfrau, Schustersfrau, R: Ulrike Behrmann von Zerboni
- 2014–2015: Theater... und sofort / DAS - Zerboni Theater, Lantana, Jane, R: Thomas M. Meinhardt
- 2015: DAS - Zerboni Theater, Lieblingsmenschen, Anna, R: René Oltmanns
- 2015: Erste offene Bühne - Akademietheater Everding, Lantana, Jane, R: Thomas M. Meinhardt
- 2016: DAS - Zerboni Theater, Die lächerliche Finsternis, Oliver Pellner, Stefan Dorsch, R: Ulf Goerke
- 2017–2018: Neue Bühne Bruck, Elektra (Hofmannsthal), Elektra, R: Philipp Jescheck
- 2017–2018: Zentraltheater, Moby Dick - nach Herman Melville, Starbuck u. a., R: Ulf Goerke
- 2018: Neue Bühne Bruck, Der Vorname, Anna Caravati, R: Frank Piotraschke
- 2018: Zentraltheater, Fuck You, Mon Amour, Carla, R: Judith Toth, Thomas M. Meinhardt
- 2018: Altmühlsee-Festspiele 2018, Ein Sommernachtstraum, Hippolyta - Titania, R: Philipp Jescheck
- 2018–2019: Neue Bühne Bruck, Die Geschichte von den Pandabären, SIE, R: Olaf Dröge

## Sprecherin
- 2018: Ridiculous Cakes (Voice-Over)
- 2018: Bush Craft Build Off (Dokumentation, Voice-Over)
- 2018: Desert Flippers (Dokumentation, Voice-Over)
- 2018: Border Patrol New Zealand (Dokumentation, Voice-Over)
- 2018: Mord im Mittsommer (Fernsehserie)
- 2018: Law & Order: Special Victims Unit (Fernsehserie)
- 2018: Ghosted
- 2018: Madiba (Miniserie)
- 2018: Animals make you LOL